# BEE-Book

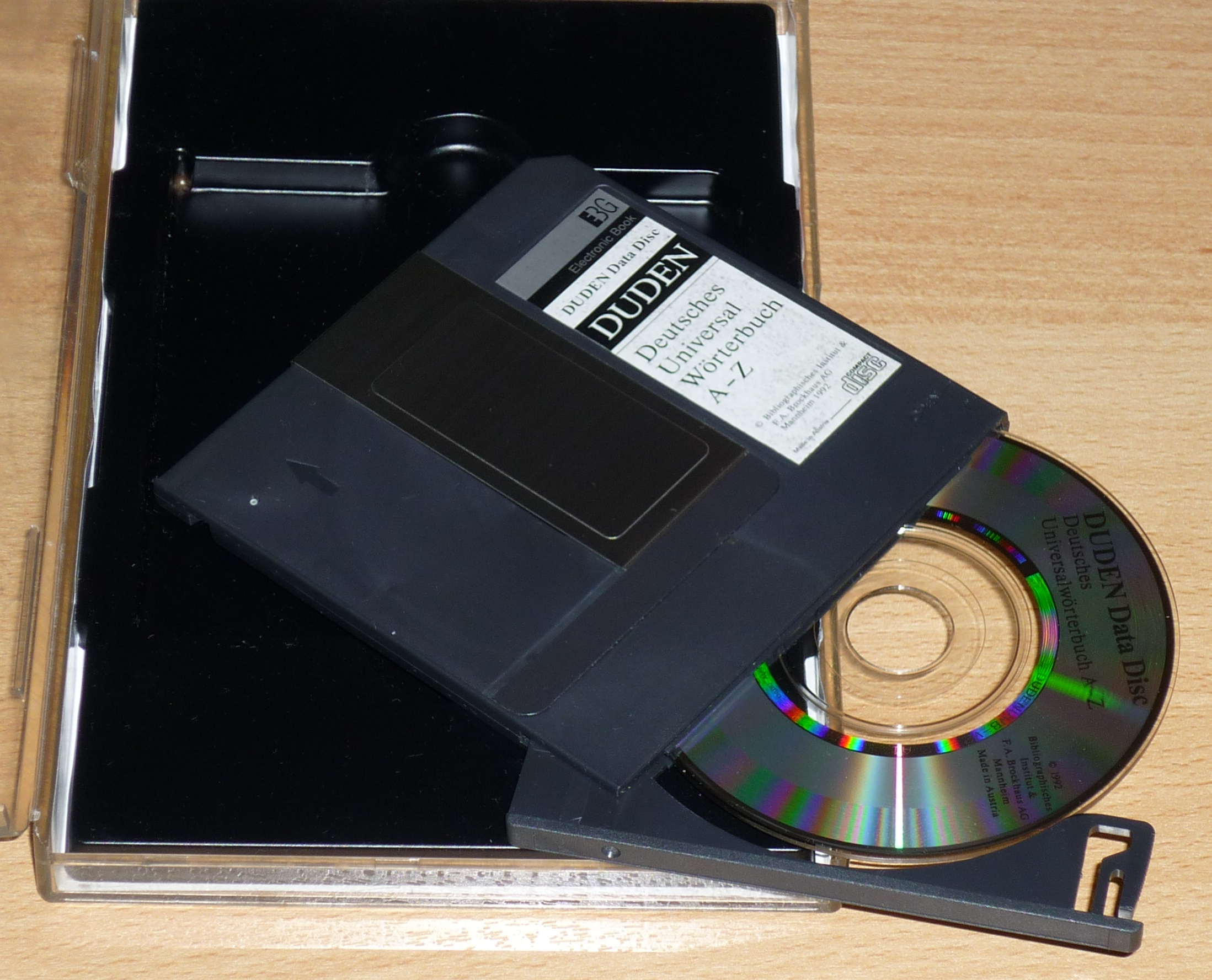
Sony-Datenträger im kompatiblen EBG-Format

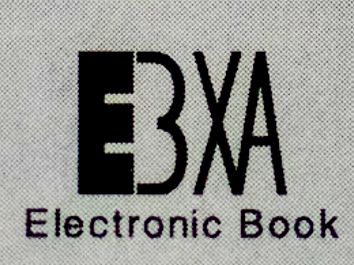
EBXA-Logo

Das BEE-Book war eine in den 1990er-Jahren von Bertelsmann entwickelte Reihe von Nachschlagewerken auf CD-ROM. Das Kürzel „BEE“ leitet sich von „Bertelsmann Electronic Edition“ ab. Die CD-ROM-Ausgaben beruhten, wie im Fall des Bertelsmann-Universal-Lexikon, in der Regel auf bekannten Printwerken, die mit Multimediainhalten angereichert wurden.
In zeitgenössischen Rezensionen wird kritisiert, dass das zusätzliche Angebot an Bildern und Kurzvideos bei den BEE-Books auf Kosten der Textqualität gehe. „Bei dem Vergleich mit einem gedruckten Lexikon zieht die CD-ROM-Ausgabe den Kürzeren. Zwar wird im Bertelsmann-Universal-Lexikon der Fall der Berliner Mauer gleich drei Mal in brillanter Fotoqualität festgehalten, dafür haben aber die dem Lexikon beigefügten Portraits nur Strichmännchenqualität.“
Wie bei Sonys Data Discman (siehe dazu E-Book-Reader) und Sega Saturn werden Mini-CD-ROMs mit Caddys im Format EBG (Text und Grafik, Ausnahme: Japan) und seltener EBXA (Text, Grafik, Ton, weltweit) verwendet.